# Julius Paucker
Pour les articles homonymes, voir Paucker.
 (janvier 2024).
La mise en forme du texte ne suit pas les recommandations de Wikipédia : il faut le « wikifier ».
Les points d'amélioration suivants sont les cas les plus fréquents. Le détail des points à revoir est peut-être précisé sur la page de discussion.
- Les titres sont pré-formatés par le logiciel. Ils ne sont ni en capitales, ni en gras.
- Le texte ne doit pas être écrit en capitales (les noms de famille non plus), ni en gras, ni en italique, ni en « petit »…
- Le gras n'est utilisé que pour surligner le titre de l'article dans l'introduction, une seule fois.
- L'italique est rarement utilisé : mots en langue étrangère, titres d'œuvres, noms de bateaux, etc.
- Les citations ne sont pas en italique mais en corps de texte normal. Elles sont entourées par des guillemets français : « et ».
- Les listes à puces sont à éviter, des paragraphes rédigés étant largement préférés. Les tableaux sont à réserver à la présentation de données structurées (résultats, etc.).
- Les appels de note de bas de page (petits chiffres en exposant, introduits par l'outil «  Source ») sont à placer entre la fin de phrase et le point final[comme ça].
- Les liens internes (vers d'autres articles de Wikipédia) sont à choisir avec parcimonie. Créez des liens vers des articles approfondissant le sujet. Les termes génériques sans rapport avec le sujet sont à éviter, ainsi que les répétitions de liens vers un même terme.
- Les liens externes sont à placer uniquement dans une section « Liens externes », à la fin de l'article. Ces liens sont à choisir avec parcimonie suivant les règles définies. Si un lien sert de source à l'article, son insertion dans le texte est à faire par les notes de bas de page.
- La présentation des références doit suivre les conventions bibliographiques. Il est recommandé d'utiliser les modèles {{Ouvrage}}, {{Chapitre}}, {{Article}}, {{Lien web}} et/ou {{Bibliographie}}. Le mode d'édition visuel peut mettre en forme automatiquement les références.
- Insérer une infobox (cadre d'informations à droite) n'est pas obligatoire pour parachever la mise en page.

Pour une aide détaillée, merci de consulter Aide:Wikification.
Si vous pensez que ces points ont été résolus, vous pouvez retirer ce bandeau et améliorer la mise en forme d'un autre article.
Julius von Paucker, né le 22 avril 1798 dans le pastorat de St. Simonis en Estonie et mort le 22 novembre 1856 à Tallinn, est un juriste et historien germano-estonien.

## Biographie
Julius von Paucker est le fils du pasteur Heinrich Johann Paucker (1759-1819) et de sa seconde épouse Anna Ulrika née Schnabel (1773-1810). Après l'enseignement à domicile, il fréquente le lycée de Dorpat en 1812 et le lycée illustre de Mitau entre 1813 et 1815.
À partir de 1815, il étudie le droit à Dorpat et à l'université Georg-August de Göttingen jusqu'en 1817. Là, il devient membre du Corps Baltique Curonia Goettingensis en 1817 et participe au Festival de Wartburg. Après avoir obtenu un diplôme du Dr. iur. Il obtient également son doctorat en 1818 à l'Université d'Iéna.
Après quelques mois à Bonn et Heidelberg et comme avocat à Reval en 1819, il est secrétaire du tribunal des hommes de Wierland et Jerw jusqu'en 1840. En 1820 et 1821, il est professeur à l'École des Chevaliers et de la Cathédrale de Reval.
À partir de 1825, il organise la Bibliothèque publique générale estonienne. Il fonde un club de lecture juridique et littéraire et édite les tableaux généalogiques de la noblesse estonienne.
De 1840 à 1856, il est bureau du gouverneur estonien. Membre de la Commission provinciale du droit depuis 1834, il est délégué à la Commission du droit de Saint-Pétersbourg en 1836 en tant que représentant des petits domaines d'Estonie et de Narva. En 1840, il devient membre du Comité estonien de protection des prisons. Il a fondé et dirigé le conseil d'administration du centre de secours pour enfants négligés. Il est l'un des fondateurs de la Société littéraire estonienne, dont il est vice-président de 1842 à 1856. En 1842, il devient membre de la branche estonienne de la Société biblique évangélique en Russie. Il en devient directeur en 1843. En 1853, il est nommé conseiller d'État russe.

## Honneurs
- Ordre de Saint Vladimir IV Classe (1854)[4]

## Œuvres choisies
- Les domaines d'Ehstland et leurs propriétaires à l'époque de la domination suédoise . Tome 1, Harrien. Réval : 1847 ; Tome 2, Wierland. 1, district d'Allentacken. Réval : 1849
- La littérature sur l'histoire de Liv, Ehst et Curland des années 1836 à 1847 dans une compilation claire, accompagnée d'une annexe sur l'efficacité de la société littéraire Ehstland très confirmée de 1844 à 1847 . Dorpat : Laakmann 1848 (Hanovre-Döhren : Hirschheydt, 1973) Andmed ESTERis copie numérique
- Le premier livre révisé sur la chevalerie estonienne et les droits fonciers ou La constitution du tribunal et la procédure judiciaire à Ehstland il y a cent ans : une contribution à l'histoire juridique patriotique . Livre 1. Reval 1852 Andmed ESTERis
- Les seigneurs de Lode et leurs domaines en Ehstland, en Livonie et sur l'île d'Oesel, d'après des documents et autres nouvelles historiques. Une contribution à l'histoire domestique de la noblesse et des domaines (auteur kaas Robert von Toll ). Dorpat : Heinrich Laakmann 1852 Andmed ESTERis copie numérique
- Propriété foncière dans l'Ehstland à l'époque de la domination danoise : d'après les commentaires topographiques de Jakob Langebek, Peter Friedrich Suhm et Georg Magnus Knüpffer sur le Liber Census Daniae : avec quelques ajouts. Reval : 1853, copie numérique
- Les régents, commandants en chef et hauts fonctionnaires d'Ehstland : Une contribution à l'histoire du pays. / 1. , régents et hauts fonctionnaires de l'Ehstland à l'époque de la domination danoise . Reval : Commissionné par Kluge et Ström, 1855 Andmed ESTERis
- Les commandants civils et militaires de l'Ehstland : à l'époque du gouvernement impérial russe de 1704 à 1855 . Dorpat 1855 Andmed ESTERis